# Tingulonga hostmannii
Tingulonga hostmannii là một loài thực vật có hoa trong họ Burseraceae. Loài này được (Miq.) Kuntze miêu tả khoa học đầu tiên năm 1891.